# Philoponella pomelita
Philoponella pomelita är en spindelart som beskrevs av Cristian J. Grismado 2004. Philoponella pomelita ingår i släktet Philoponella och familjen krusnätsspindlar. Inga underarter finns listade i Catalogue of Life.